# 김정진 (미스코리아)
김정진(1994년 5월 30일 ~ )은 2015년 미스코리아 선 출신 대한민국의 배우이다.

## 주요 이력
2015년 미스코리아 세종-충북 출신으로 2015년 미스코리아 선에 입상하였다.
신장은 172cm, 체중은 56kg이며 요가와 필라테스에 취미가 있고 수영에 특기가 있다.
2019년 이끌엔터테이먼트와 전속 계약하였다.

## 학력
- 공주대학교 화학과 학사

## 출연작

### 드라마
| 연도 | 방송     | 제목               | 역할        | 비고 |
| ---- | -------- | ------------------ | ----------- | ---- |
| 2016 | KBS2     | 화랑               | 설화        |      |
| 2016 | 네이버TV | 내 손안의 여자친구 | 정진        |      |
| 2018 | 72초TV   | 시크릿 에이전트    | 영희        |      |
| 2019 | JTBC     | 검사내전           | 배수민      | 13화 |
| 2020 | OCN      | 본 대로 말하라     | 광수대 팀원 |      |
| 2020 | OCN      | 경이로운 소문      | 장혜경      |      |

### TV 방송
- 《미코 ON AIR: 캐스팅 데이》 (MBC 뮤직, 2015)
- 《J 골프 매거진》 (JTBC GOLF, 2016)
- 《맛있을 지도 시즌 2》 (MBC 에브리원, 2016)
- 《맛있을 지도 시즌 3》 (MBC 에브리원, 2017)
- 《샵에서 만나》 (동아TV, 2018~2019)

### 기타
- 뮤직비디오 《다만 널 사랑해》 (M to M, 2019) - 주인공 역